# Grupo Carso
Die Grupo Carso ist die Dachgesellschaft von Unternehmen des mexikanischen Milliardärs Carlos Slim Helú. Die Holding wurde im Jahre 1990 aus der Corporación Industrial Carso und Grupo Inbursa gebildet. Der Gesellschaftsname Carso steht für Carlos Slim und Soumaya Domit de Slim, seine verstorbene Ehefrau. Das Unternehmen ist im Índice de Precios y Cotizaciones (IPC) an der Bolsa Mexicana de Valores gelistet.
Die Grupo Carso bündelt Anteile an Baufirmen, Einzelhändlern, Restaurants, Finanzdienstleistern, Kfz-Zulieferern, Nahrungsmittelproduzenten etc.
Im Jahre 1996 wurde aus den Telekommunikationsunternehmen Telmex, Telcel und América Móvil die Grupo Carso Global Telecom gebildet.

## Geschäftsbereiche

### Industrie
- Condumex – Hersteller von Autoteilen, gegr. 1954, heute über 20.000 Beschäftigte
- Grupo Porcelanite – Fliesenhersteller, gegr. 1959
- Cigatam – Zigarettenherstellung mit Philip Morris

### Handel
- Grupo Sanborns
- Sanborns – gegr. 1903 Pharmahersteller (erworben von Walgreens 1985)
- Mixup
- Sears
- Dorian's

### Bauwirtschaft
- Grupo PC Constructores – Bauunternehmen
- Swecomex – Industrieanlagen und Bohrinseln
- CICSA
- CILSA – Konstruktion von Straßen, Wasser und Energieanlagen
- PRECITUBO

### Forschung und Entwicklung
- CIDEC